# Meblarstwo

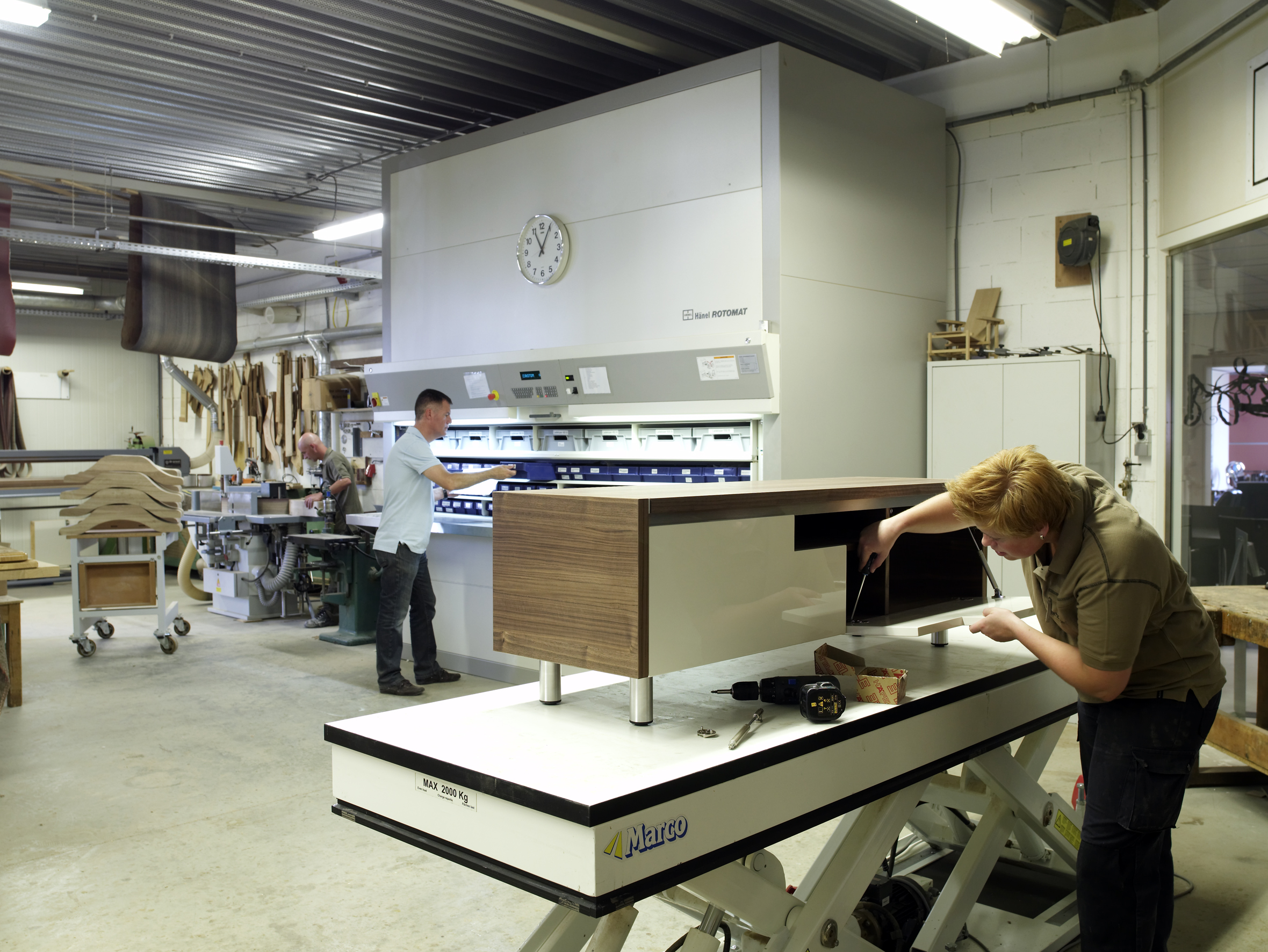
Meblarstwo

Meblarstwo – dziedzina wytwórczości dotycząca elementów wyposażenia wnętrz, głównie mebli.
W zależności od stopnia skomplikowania konstrukcji, ornamentów, sposobów wykończenia, użytych narzędzi czy materiałów wyroby meblarskie można podzielić na sprzęty samorodne lub dzieła sztuki użytkowej. Jako dzieła sztuki podlegają zmianom stylowym, podobnie jak inne dziedziny artystyczne.
Wyroby meblarskie wytwarzane są na dwa sposoby:
- metodą przemysłową
- metodą rzemieślniczą